# Димитрије Маринковић (архитекта)
Димитрије Маринковић је српски архитекта, познат по црквеној архитектури.

## Биографија
Оснивач je и председник Центра за црквену архитектуру и примењену уметност од 2021. године. 
Члан је Савета Академије Српске православне цркве за уметности и консервацију у Београду од 2024. године. 
У оквиру педагошких активности, редован је предавач на семинарима и курсевима Центра за црквену архитектуру и примењену уметност од 2023. године. Гостујући је предавач по позиву на предмету Сакрална архитектура на Грађевинско-архитектонском факултету Универзитета у Нишу 2023. и 2020/2021. године, као и на Катедри за Пројектовање Архитектонског факултет Универзитета у Београду од 1998. до 1999. године. Радио је као стручни сарадник код проф. др Нађе Куртовић Фолић на Катедри за Развој архитектуре и уметности на Архитектонском факултету Универзитета у Београду од 2000-2002. године, и као асистент проф. др Предрага Пеђе Ристића на Катедри за Црквено градитељство на Академији за уметности и консервацију СПЦ у Београду од 1998-2002. године.
Као архитекта саветник по позиву, био је ангажован у Комисији за унутрашње уређење Храма Светог Саве у Београду од 2004-2007. године, као и у Координационом центару Србије за Косово и Метохију Владе Републике Србије 2004. године. 
Стручно је био ангажован као архитекта за градитељско наслеђе (Architecte du patrimoine) у архитектонском студију ASSELINEAU у Моу (Мeaux), у Француској 2007. године, и као архитекта пројектант-дизајнер по позиву у EKONA аrchitecture+planning у Сан Франциску, САД од 2000-2001. године радећи на бројним пројектима сакралне архитектуре, ентеријера и дизајна литургијског мобилијара широм Америке. 
Као архитекта конзерватор запослен је у Заводу за заштиту споменика културе у Панчеву од 2002. године.
Као архитекта пројектант по позиву ангажован је од 1992. године на ауторским пројектима дизајна архитектуре, урбанизма, ентеријера и литургијског мобилијара - преко 300, већином реализованих у Србији, Француској, Немачкој, САД, Аустралији, Републици Српској, БиХ и Словенији.
У формирању стручне личности Димитрија Љ. Маринковића значајан утицај су извршили проф. др Предраг Пеђа Ристић, проф. др Јован Нешковић, проф. др Милка Чанак Медић, проф. др Нађа Куртовић Фолић, као и проф. др Ђорђе Јанковић. Посебно значајно место припада епископу Хризостому (Столић) који је пуне две деценије у континуитету подстицао, доприносио и пратио његов развој.
Дугогодишњим бављењем црквеном архитектуром, које почиње од најранијих студентских дана, развија приступ и методологију у пројектовању, чији савремен израз проистиче из транспозиције и реимплементације историјских модела и њихове естетике. У том погледу, узори су му архитекте Светозар Ивачковић и Момир Коруновић, као и Драгутин Инкиостри Медењак.    
Вишедеценијско искуство на практичном и теоријском плану, формализовао је оснивањем Центра за црквену архитектуру и примењену уметност, прву струковну асоцијацију такве врсте у Србији. У њој организује и руководи разним стручним активностима, од педагошких до пројектантских, које кроз мултидисциплинарност афирмишу аутентично савремено тумачење црквене архитектуре.

## Школовање
Дипломирао је 1998. године на Архитектонском факултету Универзитета у Београду на тему пројекта Манастир Средиште – католикон Иконе Пресвете Богородице Тројеручице. Стручно усавршавање обавио је 2006-2007. на Ecole des Hautes Etudes en sciences sociales у Паризу. Конзерваторски испит одбранио је на тему Циборијум – историја, порекло и типологија облика, ментор проф. др Милка Чанак-Медић, у Републичком заводу за заштиту споменика културе у Београду. Студирао је и на Богословском факултету СПЦ у Београду од 1992-1995. године. 

## Архитектура, ентеријер, мобилијар
- 2025. Храм Христа Спаситеља, Источно Ново Сарајево, Република Српска
- 2025. Звоник, храм Христа СПаситеља, Источно Ново Сарајево, Република Српска
- 2025. Црква Светог Василија Острошког, Добој, Република Српска
- 2025. Звоник, црква Светог Василија Острошког, Добој, Република Српска
- 2025. Палионица свећа и продавница, црква Светог Василија Острошког, Добој, Република Српска
- 2025. Конак, манастир Папраћа, Република Српска
- 2025. Звоник, манастир Папраћа, Република Српска
- 2025. Целокупан ентеријер, црква Светог Марка, Београд
- 2025. Црква Ваведења Пресвете Богородице, манастир Винча
- 2025. Комплекс манастира Винча, манастир Винча
- 2025. Црква Светог Димитрија, Ново Место, Словенија
- 2025. Духовни и културни центар, црква Светог Димитрија,Ново Место, Словенија
- 2025. Палионица свећа и продавница, црква Светог Димитрија, Ново Место, Словенија
- 2025. Ентеријер, Владичански двор, Ниш
- Конак, манастир Суково2024. Црква Светог Василија Острошког, Пјерфит, Француска
- 2024. Конак, манастир Суково
- 2024. Ентеријер, трпезарија, манастир Поганово
- 2024. Звоник, црква Светог Живоносног Источника Пресвете Богородице, Универзитетски клинички центар, Ниш
- 2024. Палионица свећа и продавница, црква Светог Живоносног Источника Пресвете Богородице, Универзитетски клинички центар, Ниш
- 2024. Црква Покрова Пресвете Богородице, 63. падобранска бригада, Ниш
- 2024. Црква Светог Сергија и Вакха (реконструкција), Дегрмен
- 2024. Крипта, црква Светог Кнеза Лазара и свих косовских мученика, касарна Делиград, Алексинац
- Црква Светог Николе, Гаџин Хан2024. Црква Светог Николе, Гаџин Хан
- 2023. Визиторски центар, манастир Суково
- Парохијски дом, Бојник2023. Парохијски дом, Бојник
- 2023. Под, црква Светог Ђорђа, Прокупље
- 2023. Црква, Дом за смешта одраслих лица Кулина, Кулина
- 2023. Улазна капија, манастир Габровац
- 2023. Звоник, манастир Крупац
- 2023. Звоник, црква Вазнесења Господњег, Медвеђа
- 2023. Црква Вазнесења Господњег, Медвеђа
- Духовни центар Свети краљ Драгутин, Теслић, Република Српска2023. Духовни центар Свети краљ Драгутин, Теслић, Република Српска
- Црква Светог Димитрија, Сремска Митровица2023. Црква Светог Димитрија, Сремска Митровица
- 2023. Звоник, црква Светог Димитрија, Сремска Митровица
- 2023. Црква Светог Саве (интерполација), Сплит
- 2023. Конак, манастир Лозица
- 2023. Црква Благовести, Криви Вир
- 2023. Звоник, црква Светог Кнеза Лазара и свих косовских мученика, Касарна Делиград, Алексинац
- 2023. Црква Светог Кнеза Лазара и свих косовских мученика, Касарна Делиград, Алексинац
- 2022. Улазне капије и ограда, црква Светог Николе, Бојник
- 2022. Иконостас, манастир Пиносава
- 2022. Иконостас, црква Свете Петке - Иверица, манастир у Островици
- 2022. Под, црква Свете Петке - Иверица, манастир у Островици
- 2022. Црква Светог Архангела Михаила (реконструкција), Ћелије (Сува планина)
- 2022. Под, црква Светог Луке, Доње Драговље (Сува планина)
- 2022. Духовни центар, манастир Ћелије
- 2022. Припрата, црква Светог Ђорђа, манастир Ћелије
- 2022. Под, црква Светог Ђорђа, манастир Ћелије
- 2022. Иконостас, црква Светог Ђорђа, манастир Ћелије
- 2022. Парохијски дом, црква Светог Симеона Мироточивог, Лесковац
- 2022. Стамбено-пословни објекат, Прокупље
- 2021. Под, црква Покрова Пресвете Богородице, Крчагово
- 2021. Под (амвон), црква Светог Марка, Београд (Раковица)
- 2021. Иконостас, архијерејски и Богородичин трон, црква Покрова Пресвете Богородице, Крчагово
- 2021. Конак (адаптација), манастир ГабровацГостопримница, манастир Брњак
- 2021. Гостопримница, манастир у Брњаку
- 2021. Олтарски мобилијар и Архијерејски трон, црква Светог Василија Острошког, Ниш
- Светосавски дом, Лесковац2021. Светосавски дом, Лесковац
- 2020. Црква Светог Марка, Бијели Бријег, Вражић, Република Српска
- 2020. Конак, манастир Пиносава
- Звоник, Бојник2020. Звоник, Бојник
- 2020. Црква Успења Пресвете Богородице, Кнез Село
- 2019. Улазна капија, манастир Светог Романа
- 2019. Конак, манастир Ћелије
- 2019. Ентеријер, кабинет, Музиколошки институт САНУ, Београд
- 2019. Ентеријер, продавница-галерија Свети цар Константин, Ниш
- 2019. Иконостас, црква Светог Саве, Краљево
- 2019. Иконографска студија живописа ентеријера, црква Живоносног Источника Пресвете Богородице, Врњачка Бања
- 2019. Звоник, црква Светог Симеона Миртоочивог, ЛесковацГробљанска црква, Озрем, Рајац
- 2019. Црква Светог апостола Марка, Ниш
- 2019. Црква Живоносног Источника Пресвете Богородице, Универзитетски клинички центар, Ниш
- 2018. Целокупан ентеријер (под, иконостас са проскинитарима, олтарски мобилијар, мобилијар наоса, хорос), црква Светог Симеона Мироточивог, Лесковац
- 2018. Фасада цркве, манастир Девине Воде
- 2017. Под, црква Живоносног Источника Пресвете Богородице, Врњачка Бања
- црква Васкрсења Христова, манастир у Каћу 2017. Црква, Озрем, Рајац
- 2017. Под, црква Светог Николе, Добановци
- 2016. Олтарска преграда са проскинитарима, црква Живоносног Источника Пресвете Богородице, Врњачка Бања
- 2016. Црква Васкрсења Христова, манастир у Каћу
- 2014. Плочник у порти, црква Рођења Пресвете Богородице, Сарајево, Босна и Херцеговина
- 2013. Улазна капија, црква Рођења Пресвете Богородице, Сарајево, Босна и Херцеговина
- 2009. Црква Живоносног Источника Пресвете Богородице, Врњачка Бања
- 2009. Олтарска преграда, параклис Светих Ефеских младића, црква Успења Пресвете Богородице, манастир Успење кабларско
- 2009. Под, параклис Светих Ефеских младића, црква Успења Пресвете Богородице, манастир Успење кабларско
- 2008. Црква Свете Петке, Ужице
- 2008. Под, параклис Светих четрдесеторице мученика, Владичански двор, Краљево
- 2008. Олтарска преграда, параклис Светих четрдесеторице мученика, Владичански двор, Краљево
- 2008. Камена оплата поткуполних стубова, параклис Светих четрдесеторице мученика, Владичански двор, Краљево
- 2007. Иконостас, црква Светог Димитрија, Нови Београд
- 2007. Под, црква Светог Димитрија. Нови Београд
- 2007. Ентеријер, црква Светог Симеона Монаха, Немачка
- 2007. Под, црква Светог Симеона Монаха, Немачка
- 2007. Иконостас, црква Светог Симеона Монаха, Немачка
- 2007. Архијерејски трон, црква Светог Симеона Монаха, Немачка
- 2007. Певница, црква Светог Симеона Монаха, Немачка
- 2006. Улазна капија, манастир Жича
- 2006. Киворион, црква Светог Саве, Краљево
- 2006. Киворион, црква Свете Тројице, Краљево 2006. Звоник, манастир Рујан
- 2006. Конак, манастир Рујан
- 2006. Олтарска преграда са проскинитарима, црква Светог Георгија, манастир Рујан
- 2006. Под, црква Светог Георгија, манастир Рујан
- 2006. Архијерејски трон, црква Светог Георгија, манастир Рујан
- 2006. Придворски параклис, манастир Жича
- 2006. Иконостас, манастир Дубрава
- 2005. Црква Светог Кнеза Лазара, Љубић
- 2005. Под, црква Свете Марије Магдалине, Атеница
- 2005. Олтарска преграда са проскинитарима, црква Свете Марије Магдалине, Атеница
- 2005. Часна трпеза, црква Свете Марије Магдалине, Атеница
- 2005. Епископски трон, Владичански конак, манастир Жича
- 2005. Под, трпезарија, манастир Успење кабларско
- 2005. Капа звоника, црква Светог архангела Михаила, Локве *Румунска православна црква
- 2004. Портал за икону, црква Успења Пресвете Богородице, манастир Успење кабларско
- 2004. Олтарска преграда, црква Успења Пресвете Богородице, манастир Успење кабларско
- 2004. Под, црква Успења Пресвете Богородице, манастир Успење кабларско
- Киворион и Горње место, Спасова црква, манастир Жича2004. Киворион, Спасова црква, манастир Жича
- 2004. Горње место, Спасова црква, манастир Жича
- 2004. Улазни објекат, манастир Успење кабларско
- 2003. Иконостас, црква Transfiguration, манастир Notre-Dame-de-Toute-Protection, Bussy-en-Othe, Француска *Цариградска патријаршија
- 2003. Проскинитари, црква Transfiguration, манастир Notre-Dame-de-Toute-Protection, Bussy-en-Othe, Француска *Цариградска патријаршија
- 2003. Певница, црква Transfiguration, манастир Notre-Dame-de-Toute-Protection, Bussy-en-Othe, Француска *Цариградска патријаршија
- 2003. Стасидије, црква Transfiguration, манастир Notre-Dame-de-Toute-Protection, Bussy-en-Othe, Француска *Цариградска патријаршија
- 2003. Уређење порте, манастир Грачаница
- 2003. Киворион, црква Успења Пресвете Богородице, Панчево
- 2003. Ентеријер, параклис Светог Јована Богослова, Богословски факултет, Београд
- 2003. Олтарска преграда са проскинитарима, параклис Светог Јована Богослова, Богословски факултет, Београд
- 2003. Портал, Владичански конак, манастир Жича
- 2002. Улазни објекат са пиргом, манастир Мало Средиште
- 2002. Целокупан ентеријер (под, олтарска преграда, часна трпеза, тронос, синтронони, Архијерејски и Богородичин трон, певница, стасидије, тетраподоси, хорос), црква Вазнесења Господњег, Уб
- 2001. Црква, Саратога, САД
- 2001. Часна треза, црква Светог Јована Крститеља, Сан Франциско, САД
- 2001. Црква Чудотворне Иконе Пресвете Богородице Тројеручице, манастир Мало Средиште
- 2001. Синтронони, параклис, манастир Гргетег
- 2001. Горње место и сапрестоље, црква Успења Пресвете Богородице, Панчево
- 2000. Крајпуташ, Вршац
- 2000. Црква, Баточина
- 2000. Портали за огледала, Владичански двор, Вршац
- 2000. Олтарска преграда, параклис Светог Арханглеа Михаила, конак, манастир Мало Средиште
- 1999. Хипотетична реконструкција манастира Тврдоша
- 1999. Црква Светог Илије, Јабука
- 1999. Киворион, црква Рођења Светог Јована Претече, манастир Месић
- 1999. Горње место и сапрестоље, црква Рођења Светог Јована Претече, манастир Месић
- 1998. Црква, блок 25 и 26, Нови Београд
- 1997. Крајпуташ, Павлиш
- 1997. Иконостас, Велика Греда
- 1996. Олтарска преграда, црква Рођења Светог Јована Претече, манастир Месић
- Црква Светих Козме и Дамјана, Кикинда1996. Црква Светих Козме и Дамјана, Кикинда
- 1996. Црква Проналажења Часног Крста у Јерусалиму, Пландиште
- 1996. Балдахин са фонтаном, Владичански двор, Вршац
- 1995. Аутобуска станица, Владимировац
- 1995. Конак са параклисом, манастир Средиште
- 1995. Црква Светог Луке, Београд *конкурс
- 1995. Ентеријер, адаптација кухињско-трпезаријског блока, Владичански двор, Вршац
- 1993. Ентеријер, библиотека, Владичански двор, Вршац
- 1992. Крстионица Светог Јована Крститеља, Аделаид, Аустралија
- 1992. Хорос, параклис, Владичански двор, Вршац
- 1992. Улазни плато, црква Светог Јована Владимира, Владимировац
- 1992. Урбанистичко уређење централне градске зоне, Шабац * конкурс
- 1991. Трговачки центар са становањем, Деспотовац *конкурс

## Конкурси и награде
- 2024. Учешће, Prix Européen d'Architecture Philippe Rotthier[1] 2024. Бриж, Белгија;
- 2015. Међународни конкурс за идејно архитектонско-урбанистичко решење уређења комплекса Херцеговачка Грачаница, Требиње, Република Српска (коаутор са арх. Б. Пејаковић, арх. Г. Вишњић, пејзаж. арх. Ж. Маринковић);
- 2007. Учешће на позивном конкурсу за идејно решење унутрашњег уређења цркве Светог Димитрија на Новом Београду;
- 2003. Друга награда на позивном конкурсу за идејно решење уређења комплекса манастира Грачанице (жири: проф. арх. Бранислав Крстић, проф. др Милка Чанак Медић, арх. Иван Рашковић, арх. Благота Пешић);
- 2002. Прва награда на конкурсу за идејно решење унутрашњег уређења целокупног простора храма и мобилијара Светог Вазнесења Господњег у Убу (жири: проф. арх. Милан Палишашки, проф. др арх. Милка Чанак Медић, проф. др Сретен Петковић);
- 1998. Прва награда на конкурсу за архитектонско-урбанистичко решење блокова 25 и 26 у централној зони Новог Београда (пројектант цркве);
- 1992. Откупна награда на конкурсу за урбанистичко решење централне зоне Шапца (члан екипе аутора мр арх. Миодрага Ралевића);
- 1991. Откупна награда на конкурсу за архитектонско-урбанистичко решење стамбено-пословног центра у Деспотовцу (коаутор са Миленом Крстић).

## Писана дела
- Типологија кибицфенстера у Белој Цркви, Кибицфенстери (заједно са Г. Миленков и И. Вокоуном), Народна библиотека Бела Црква, Завод за заштиту споменика културе у Панчеву, Панчево, 2023.
- Антропоморфна фасадна декорација у архитектури Панчева, Вршца и Беле Цркве, ТРИ града: откривање узбудљивих градова: Панчево, Вршац, Бела Црква, Завод за заштиту споменика кулутуре у Панчеву, Панчево, 2023.
- Балкони у архитектури Панчева, Вршца и Беле Цркве, ТРИ града: откривање узбудљивих градова: Панчево, Вршац, Бела Црква, Завод за заштиту споменика кулутуре у Панчеву, Панчево, 2023.
- Кибицфенстери у архитектури Панчева, Вршца и Беле Цркве, ТРИ града: откривање узбудљивих градова: Панчево, Вршац, Бела Црква, Завод за заштиту споменика кулутуре у Панчеву, Панчево, 2023.
- Старо градско језгро Панчева, Вршца и Беле Цркве, ТРИ града: откривање узбудљивих градова: Панчево, Вршац, Бела Црква, Завод за заштиту споменика кулутуре у Панчеву, Панчево, 2023.
- Архитектура Миноритског манастира Светог Карла Боромејског у Панчеву, Римокаотоличка црква Светог Карла Боромејског у Панчеву, Сакрално наслеђе Јужног Баната, Завод за заштиту споменика кулутуре у Панчеву, Панчево, 2021.
- Архитектура и теологија, Глас епархије нишке, Гласило епархије нишке за хришћанску просвет у културу, Пета серија, број 20 (2/2021), Ниш 2021.
- Павиљон за Богојављенску воду Момира Коруновића у манастиру Жичи, Наша прошлост 15, Народни музеј, Краљево 2014.
- Циборијум у цркви Рођења Светог Јована крститеља у манастиру Месићу, Грађа за проучавање споменикa културе Војводине XXVII, Покрајински завод за заштиту споменика културе, Нови Сад 2014.
- Петар Палавичини: споменик краљу Петру Првом у Панчеву – основни проблеми и могућности реконструкције, ПРОСТОРИ ПАМЋЕЊА, Зборник радова, Међународни научни симпозијум Простори памћења, архитектура-баштина-уметност, Београд 2011), Том I, Архитектура, Београд 2013.
- Циборијум над фијалом у манастиру Студеници, Наша прошлост 12, Краљево 2011.
- Циборијуми у манастиру Жичи, ЗБОРНИК Музеја примењених уметности, НОВА СЕРИЈА 07/2011, Београд 2011.
- Српске православне цркве XVIII и XIX века у Бачкој, Дубравка Ђукановић, Нови Сад 2009. (Приказ и критика, САОПШТЕЊА XLII-2010, Београд 2010.)
- Унутрашње уређење параклиса Светих четрдесеторце мученика у владичанском двору у Краљеву, ЗБОРНИК Музеја примењених уметности, НОВА СЕРИЈА 06/2010, Београд 2010.
- Иконостаси и олтарске преграде у цркви Рођења Светог Јована крститеља у манастиру Месићу од XVIII столећа до данас, Грађа за проучавање споменика културе Војводине, Нови Сад 2010.
- Циборијум – историја, порекло и типологија облика, Теолошки погледи, Год. 40, бр. 1/3, Београд 2010.
- Манастир Дечани, саборна црква Вазнесења, Милка Чанак-Медић, Корпус српске сакралне средњовековне архитектуре, 2008. (Приказ и критика, САОПШТЕЊА XLI- 2009, Београд 2009.)
- Сакрална баштина Јужног Баната, Теолошки погледи, Год. 39, бр. 1/3, Београд 2009.
- Литургијски мобилијар и унутрашњост храма Светог Симона монаха у Манхајму, Манхајм 2007. (текст каталога ауторске изложбе у Манхајму, Немачка).
- Манастир Мало Средиште, црква Иконе Пресвете Богородице Тројеручице, (текст каталога ауторске изложбе у Галерији Дома културе Студентски град, Београд, 1999, и Галерији Стефанеум-а, Сремски Карловци, 1999).

## Публикован приказ о стручном и ауторском раду
- 2024. M. Žnidaršič, Po desetletjih lastna cerkev v Novem mestu

- 2024. МЕДИЈСКО-ИНФОРМАТИВНА СЛУЖБА ЕПАРХИЈЕ НИШКЕ, ОБИЛАЗАК РАДОВА НА ИЗГРАДЊИ ХРАМА СВЕТОГ АПОСТОЛА И ЈЕВАНЂЕЛИСТЕ МАРКА У НАСЕЉУ ДЕВЕТИ МАЈ
- 2024. U Parizu održano donatorsko veče za izgradnju crkve Sv. Vasilija Ostroškog u Pjerfitu, Rasejanje.info
- 2024. Олга Јанковић, Белоцрквански прозори у свет, Политика, 27.2.2024.
- 2023. ,,Откривање узбудљивих градова: Панчево- Вршац- Бела Црква“, Завод за заштиту споменика културе у Панчеву, Панчево
- 2023. UZBUDLJIVI GRADOVI: PANČEVO, VRŠAC, BELA CRKVA Otvaranje izložbe 12. oktobra u Narodnom muzeju Pančevo, Панчевац 04.10.2023.
- 2020. Adriana PETROI, ARHITECTUL DIMITRIJE MARINKOVIĆ, Libertatea, Panciova, 17.8.2020.
- 2016. Dorinel Stan, Aşezământul monahal Srediştea Mică, Vârseţ, стр. 112, 117, 118.
- 2016. Христианское искусство, Каталог мастеров современного христианского искусства, Москва, стр. 358, 359.
- 2014. Димитрије Љ. Маринковић, Олтарски циборијум у цркви Рођења Светог Јована Крститеља у манастиру Месићу, Грађa за проучавање споменика културе Војводине XXVII, Покрајински завод за заштиту споменика културе, Петроварадин, стр. 93-113.
- 2013. Јованка Столић, Владика Хризостом Столић, Његов допринос црквеној ликовној уметности, Гласник, година XCIV, број 12, стр. 462, 463, 465.
- 2013. Шематизам Српске православне Епархије банатске, Вршац, стр. 108, 188.
- 2013. Црквеноградитељски погледи владике Хризостома, Споменица епископа жичког Хризостома (1939†2012), уредили Архимандрит Арсеније (Главчић) и протођакон Радош  Младеновић, Краљево, стр. 224, 229.
- 2011. Димитрије Љ. Маринковић, Циборијуми у манастиру Жичи, ЗБОРНИК МПУ, Нова серија 07/2011,Музеј примењене  уметности, Београд, стр.
- 2010. Димитрије Љ. Маринковић, Иконостаси и олтарске преграде у цркви Рођења Светог Јована Крститеља у манастиру Месићу од XVIII столећа до данас, Грађa за проучавање споменика културе Војводинe XXIV-XXV Покрајински завод за     заштиту споменика културе, Петроварадин, стр. 128-134.
- 2010. Димитрије Љ. Маринковић, Унутрашње уређење параклиса Светих четрдесеторице мученика у владичанском двору у Краљеву, ЗБОРНИК МПУ Нова серија     06/2010. Музеј примењене      уметности, Београд, стр.
- 2007. Миодраг Јовановић, Српски манастири у Банату, Нови Сад 2007, стр. 49.
- 2007. Зоран Туркан, Владичански двор у  Вршцу, Вршац, стр.
- 2006. Čedomila Marinković, "...A la recherche du temps présent..." exposition de l'architecture serbe eccléstialstique contemporaine, de l'intérieur et du mobilier litrugique, каталог изложбе, Галерија цркве Светог Саве, Париз
- 2005. Зоран М. Туркан, Манастир Средиште, Вршац, стр. 13, 14.
- 2005. Драгана Младеновић, Савремени прилог сакралној архитектури, Панчевац, 15. јануар, стр. 15.
- 2002. Лидија Кочевски, Храм Светог Илије, Јабука, Јабука, стр. 6.
- 2000. Иларион Ђурица, Двојица или тројица, Гласник, година XCIV, број 12, стр. 462, 463, 465, стр. 42-43.
- 2000. Иларион Ђурица, Прилог црквеној уметности на међи  миленијума, каталог изложбе, Народни музеј Краљево, Галерија духовног центра "Владика Николај Велимировић", Краљево
- 1999. Димитрије Љ. Маринковић, Храм Чудотворне иконе Пресвете Богордице Тројеручице, манастир Средиште, каталог изложбе, Палата српског народа, Сремски Карловци
- 1999. Димитрије Љ. Маринковић, Храм Чудотворне иконе Пресвете Богордице Тројеручице, манастир Средиште, каталог изложбе, Галерија, Дом културе "Студентски град", Нови Београд
- 1998. Пројекти за манастир Средиште, Панчевац, година CXXIX, број 3750
- 1995. Конкурс за идејно архитектонско-урбанистичко решење православног храма са пратећим објектима на подручју Чукарице, Форум, часопис Савеза архитеката Србије и Друштва архитеката Београда, посебан број, јун, стр. 10.
- 1993. Други сабор савременог иконописа код Срба, каталог изложбе, Народни музеј, Београд, стр, 25.

## Изложбе
- 2019. Колективна 6. међународна изложба „Камен у архитектури и уметности", галерија РТС-1, Београд
- 2018. Колективна 5. међународна изложба „Камен у архитектури и уметности", Уметнички центар Универзитетске библиотеке „Светозар Марковић“, Београд
- 2015. Колективана изложба радова међународног     конкурса за идејно архитектонско-урбанистичко решење уређења комплекса Херцеговачка Грачаница, Галерија Херцеговачке Грачанице, Требиње,  Република Српска

- 2007. Самостална изложба Дизајна ентеријера и намештаја за цркву Светог Симона Монаха у Манхајму, Црква     Светог Симона Монаха, Манхајм, Немачка

- 2006. Самостална изложба "...A la recherche d'un temps présent..", Галерија цркве Светог Саве, Париз, Француска

- 2002. Колективана изложба радова  конкурса за израду идејног решења унутрашњег уређења целокупног простора саборног храма Светог Вазнесења Господњег у Убу, Црквени дом, Уб

- 2000. Изложба пројеката храмова, храмовног мобилијара и графичког дизајна Прилог црквеној уметности на међи миленијума (заједно са Д. Милосављевићем), Народни музеј Краљево, Галерија Свети Николај Велимировић, Краљево

- 1999. Самостална изложба архитектонског пројекта Храм Чудотворне иконе Пресвете     Богородице Тројеручице – манастир Средиште, Палата Института српског народа, Сремски Карловци

- 1999. Самостална изложба архитектонског пројекта Храм Чудотворне иконе Пресвете Богородице Тројеручице – манастир Средиште, Дом културе „Студентски град“, Нови Београд

- 1999. Самостална изложба архитектонског пројекта Храм Чудотворне иконе Пресвете Богородице Тројеручице – манастир Средиште, Духовни центар "Свети Рафаило Банатски", Зрењанин

- 1999. Самостална изложба архитектонског пројекта Храм Чудотворне иконе Пресвете Богородице Тројеручице – манастир Средиште, Центар за културу, Панчево

- 1993. Колективна изложба Други сабор савременог иконописа код Срба, Народни музеј, Београд

## Поставке изложби
- 2023. Поставка  изложбе ТРИ града: откривање узбудљивих градова: Панчево, Вршац, Бела Црква, Народни музеј Панчево

- 2023. Поставка изложбе ТРИ града: откривање узбудљивих градова: Панчево, Вршац, Бела Црква, Градски музеј, Вршац

- 2023. Поставка изложбе ТРИ града: откривање узбудљивих градова: Панчево, Вршац, Бела Црква, Музеј Бела Црква

- 2000. Поставка изложбе Како су убијали једну земљу, Музеј 25. Мај, Музеј Историје Југославије, Београд

- 1999. Поставка изложбе Navigare necesse est... (аутор изложбе Веселинка Кастратовић-Ристић), Музеј Историје Југославије, Београд